# Комаревка (Рязанская область)
Комаревка — деревня Щетининского сельского поселения Михайловского района Рязанской области России. На 2021 год в Комаревке улиц и переулков не числится.

## География
Деревня расположена в 72 км (по шоссе) на юго-запад от Рязани, примыкая с востока к селу Щетиновка и к деревне Прудские выселки с севера.

## Транспорт
В 3 км на запад находится ближайшая железнодорожная станция Михайлов Московской железной дорогой (участок Ожерелье — Павелец).
В 1 км на восток проходит федеральная трасса Р132Калуга — Тула — Михайлов — Рязань.

## Население
| 2010 |
| ---- |
| 94   |